# Mansueto Velasco
Mansueto Velasco est un boxeur philippin né le 10 janvier 1974 à Bago City. Son frère Roel est également un boxeur médaillé aux Jeux olympiques.

## Carrière
Aux Jeux olympiques d'été de 1996, il combat dans la catégorie mi-mouches et remporte la médaille d'argent.